# Gromada Cieplice
Gromada Cieplice war eine Verwaltungseinheit in der Volksrepublik Polen zwischen 1954 und 1960. Verwaltet wurde die Gromada vom Gromadzka Rada Narodowa, dessen Sitz sich in Cieplice befand und aus 10 Mitgliedern bestand.

Die Gromada Cieplice gehörte zum Powiat Jarosławski in der Woiwodschaft Rzeszów (1945–1975). Sie wurde gebildet aus den bisherigen Gromadas Cieplice und Słoboda der aufgelösten Gmina Adamówka.
Am 1. Januar 1960 wurde die Gromada Cieplice aufgelöst und in die Gromada Adamówka eingegliedert.